# وليد الحجام
وليد الحجام (بالفرنسية:Oualid El Hajjam) هو لاعب كرة قدم من مواليد 19 فبراير 1991 بفرنسا، يحمل الجنسيتين المغربية والفرنسية، تلقى تكوينه بنادي لومان الفرنسي قبل أن ينضم سنة 2012 لنادي أميين الذي لعب له منذ ذلك الوقت وإلى غاية الموسم الحالي.
وليد الحجام ظهير أيمن في الدوري الفرنسي الدرجة الأولى حيث يلعب كمدافع حاليا مع نادي أميين الفرنسي لعب 104 مباراة وسجل 4 أهداف.

## نبذة
ولد في 19 فبراير 1991 بمدينة شاتورو بفرنسا بدأ لعب كرة القدم عندما كان صغيرا في مدينة شاتور، وعندما بلغ من العمر 6 سنوات التحق بمدرسة شاتور، ولما كبر بقليل وبلغ سنّ 13 سنة انضم إلى مركز للتكوين خاص بكرة القدم.

## النوادي
في عمر 15 سنة انتقل للعب مع نادي لومان حيث لعب معه لمدة 5 سنوات وكان في ذلك الوقت بالدوري الفرنسي للهواة، وفي عام 2011 التحق للعب بصفوف نادي أميين الذي لعب معه مختلف الدرجات الفرنسية، حيث بدأ بالبطولة الوطنية الفرنسية ومنها انتقل معه إلى الدرجة الثانية ثم بعد ذلك بدأ اللعب بالدرجة الأولى وهو يلعب حاليا مع نادي أميين حيث قام رسميا بتجديد عقد معه إلى غاية 30 يونيو 2020.

## المنتخب
قام مدرب منتخب المغرب هيرفي رونار باستدعاء اللاعب وليد الحجام لقائمة الأسود في يوم 1 نوفمبر 2017 لمواجة منتخب كوديفوار في المبارة النهائة من التصفيات الأفريقية المؤهلة لكأس العالم 2018 وكانت هذه المرة الأولى التي سيلعب فيها وليد الحجام مع المنتخب المغربي وبذلك أخد مكانا له مع المنتخب المغربي في مونديال روسيا.
يسرد الجدول التالي مباريات منتخب المغرب مند أن بدأ وليد الحاجم يلعب معه حتى الآن.
| مباريات | تاريخ        | ملعب                                      | خصم       | نتيجة | دقائق    | منافسة      | أهداف | تمريرات | عميد | نادي          |
| ------- | ------------ | ----------------------------------------- | --------- | ----- | -------- | ----------- | ----- | ------- | ---- | ------------- |
| 1       | 27 مارس 2018 | المركب الرياضي محمد الخامس، الدار البيضاء | أوزبكستان | 2 – 0 | 80 دقيقة | مباراة ودية | 0     | 0       | لا   | نادي أميين SC |

| النتيجة : ف = فاز بالمباراة ت = تعادل بالمباراة خ = خسر بالمباراة |

## روابط خارجية
- وليد الحجام على موقع رابطة كرة القدم الفرنسية للمحترفين (الإنجليزية)
- وليد الحجام على موقع قاعدة بيانات كرة القدم.إي يو (الإنجليزية)
- وليد الحجام على موقع ليكيب (الفرنسية)
- وليد الحجام على موقع ناشيونال فوتبول تيمز (الإنجليزية)
- وليد الحجام على موقع Soccerway.com (الإنجليزية)